# Supercup (Gruppe C)
Der Supercup war eine deutsche Motorsport-Rennserie für Gruppe-C-Sportwagen-Prototypen. Die von 1986 bis 1989 ausgetragene Rennserie wurde als Nachfolger der Deutschen Rennsport-Meisterschaft (DRM) eingeführt, die in ihrer letzten Saison 1985 als Deutsche Sportwagen Meisterschaft ausgeschrieben wurde.

## Historie
Nach der Einstellung der DRM Ende der Saison 1985 wurde als nationale Nachfolgerennserie für Sportwagen-Prototypen der Gruppe C in Deutschland der Supercup neu ausgeschrieben.
In der ersten Saison 1986 wurde die Meisterschaft, nach dem Sponsor sport auto benannt, als ADAC Sport Auto Supercup ausgetragen. 1987 und 1988 wechselte der Sponsor und die Rennserie lautete ADAC Würth Supercup. Im letzten Jahr 1989 wurde der Supercup nach dem TV-Sender Sat.1, der die Rennen live übertrug, als ADAC SAT1 Supercup benannt.
In der Meisterschaft wurden Punkte für die Fahrer- und Teamwertung vergeben. Ebenfalls gab es Preisgelder, die an die Fahrer und Teams je nach den Rennergebnissen ausgezahlt wurden. Die Gesamtsumme betrug zunächst eine Million DM, die dann ab der Saison 1987 um 250.000 DM auf 1,25 Millionen DM erhöht wurde.
Die Ausschreibung und Organisation verantwortete der ADAC München. Die Rennen wurden von den jeweiligen ortsansässigen ADAC Motorsportclubs veranstaltet. Lediglich das Rennen in Silverstone 1989 wurde vom British Racing Drivers’ Club (BRDC) ausgetragen.
Zu Beginn des Supercups traten 1986 neben den privaten Rennteams auch die beiden Werkteams von Porsche AG und Jaguar in der Meisterschaft an. Jedoch zog sich Jaguar bereits nach 1987 wieder aus der Serie zurück. Das Sauber Mercedes-Team nahm nur an der Saison 1988 teil. Auch Porsche ging 1989 nicht mehr mit dem Werksteam beim Supercup an den Start, so dass nur noch Privatteams in der Meisterschaft fuhren.
Da für die anstehende Saison 1990 kein Werksteam Interesse an einer Teilnahme zeigte, wurde die Rennserie nach vier Jahren wieder eingestellt.

### Reglement

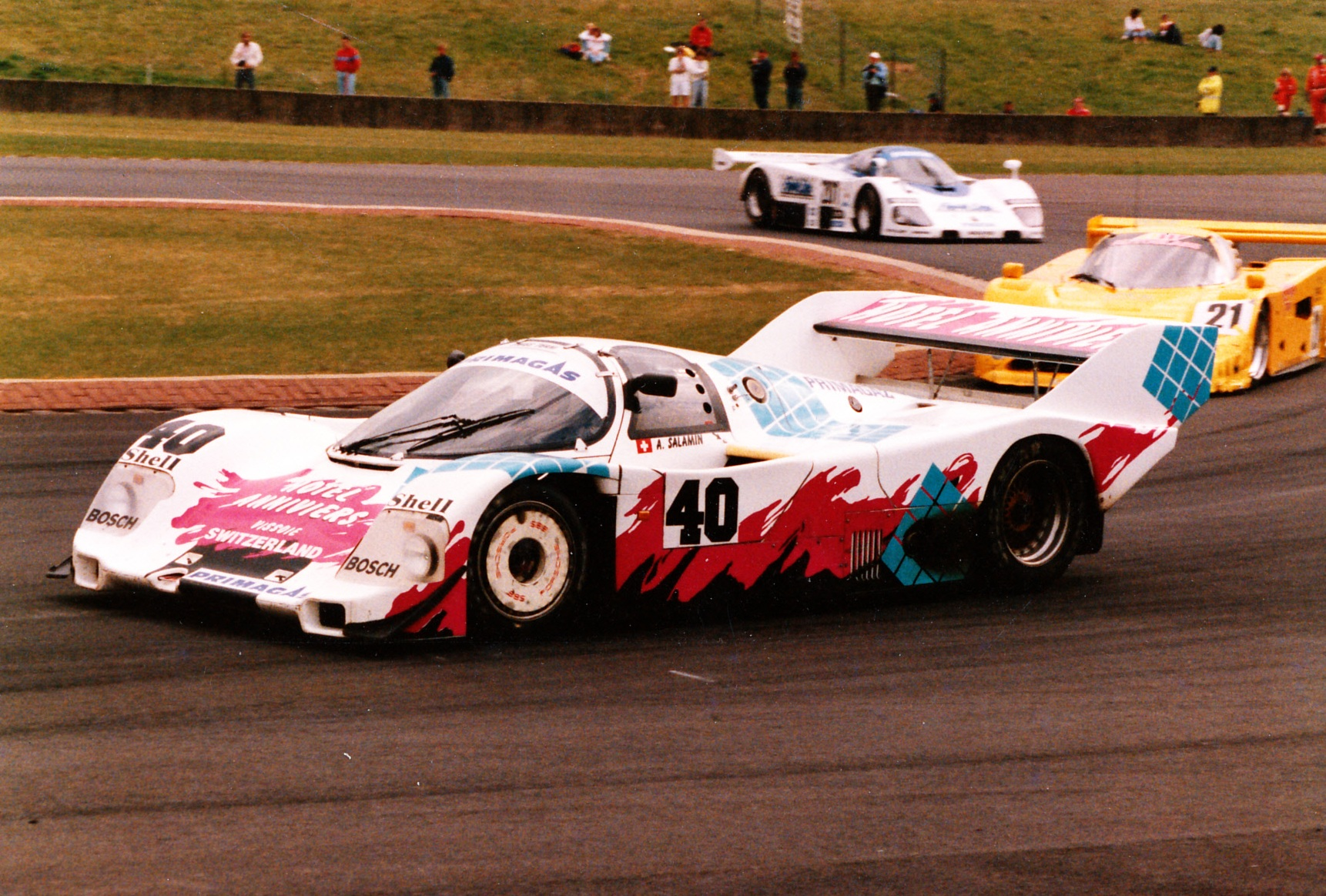
Der Porsche 962 C war das in der C1-Klasse am häufigsten eingesetzte Fahrzeug.

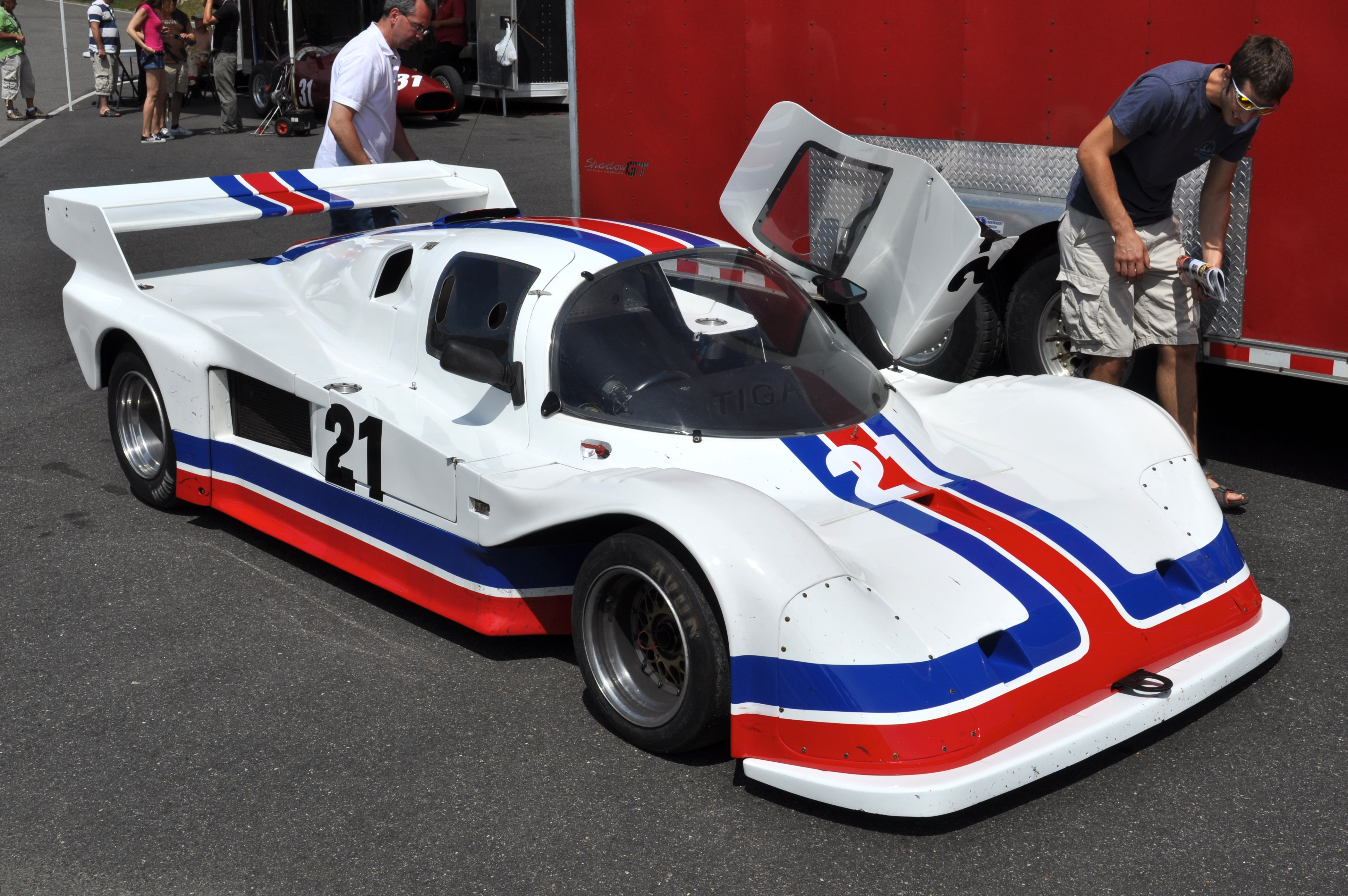
Der Tiga GT285 ist ein typischer Klasse-C2-Rennwagen.

Startberechtigt waren Gruppe C Sportwagen-Prototypen der Klassen C1 und C2 sowie IMSA-GTP- und GTC-Fahrzeuge, die dem geltenden FIA-Reglement bzw. dem IMSA-Code entsprachen.
Bei den Rennen, die über 180 km gingen, war die maximale Treibstoffmenge je Fahrzeug begrenzt. Für die Klassen C1 und GTC lag das Treibstofflimit bei 100 Litern, für die Klasse C2 bei 93 Litern und bei den IMSA-GTP-Rennwagen bei 112 Litern. Ab 1988 wurde das Reglement leicht verändert und die Renndistanz auf rund 220 Kilometer verlängert. Im gleichen Zuge wurde das Treibstofflimit für die Klassen C1 und GTC auf 120 Liter und für die Klasse IMSA-GTP auf 132 Liter angehoben.
Da die Fahrzeuge der Klassen C1, GTC und IMSA-GTP zum Start nur die ursprüngliche Treibstoffmenge mitführen durften, war für das Nachtanken der 20 Liter ein Boxenstopp während des Rennens notwendig.
Für einen Sieg gab es maximal 12 Punkte in der Fahrer- sowie in der Teamwertung bei einer zurückgelegten Mindestdistanz von 75 % der ursprünglichen Rundenanzahl.

### Austragungsorte und Rennablauf
Je Rennsaison waren fünf Rennen an einem Wochenende vorgesehen die meistens mit Rennen anderer Rennserien, wie zum Beispiel dem Lauf der Sportwagen-Weltmeisterschaft auf dem Norisring oder Läufen des Porsche 944 Turbo Cups ausgetragen wurden.
Die Läufe fanden in den Jahren 1986 bis 1988 ausschließlich in Deutschland statt. Nur in der letzten Saison 1989 wurde ein Rennen in Großbritannien auf dem Silverstone-Rundkurs veranstaltet. Das Auftaktrennen und das Saisonfinale fanden stets auf dem Nürburgring statt. Weitere Austragungsorte in diesem Zeitraum waren der Hockenheimring, Diepholz und der Norisring. Das ursprünglich am 11. Mai 1986 geplante Rennen auf der AVUS wurde drei Wochen vor dem Termin abgesagt, da es Sicherheitsbedenken gab. Aus diesem Grund fanden in der ersten Supercup-Saison nur vier Wertungsläufe statt.
An einem Rennwochenende fanden am Samstag das Training, das aus zwei 45-minütigen Sitzungen bestand, und zwei kurze Sprintrennen von mindestens 30 Kilometern bis maximal 35 Kilometern statt. Die ersten zehn platzierten Fahrer des ersten Vorlaufs gingen beim zweiten Sprintrennen in umgekehrter Reihenfolge an den Start. Das für die Punktevergabe relevante Hauptrennen fand dann am Sonntag statt.

## Punktesystem
Punkte wurden an die ersten 10 klassifizierten Fahrer in folgender Anzahl vergeben:
| Platz  | 1. | 2. | 3. | 4. | 5. | 6. | 7. | 8. | 9. | 10. |
| Punkte | 12 | 10 | 8  | 7  | 6  | 5  | 4  | 3  | 2  | 1   |

## Ergebnisse
In den vier ausgetragenen Meisterschaften gewannen folgende Fahrer und Teams den Titel und den zweiten und dritten Platz:

### Fahrerwertung
| Jahr | Sieger               | Zweiter                      | Dritter            |
| ---- | -------------------- | ---------------------------- | ------------------ |
| 1986 | Hans-Joachim Stuck   | Klaus Ludwig                 | Frank Jelinski     |
| 1987 | Hans-Joachim Stuck   | Bob Wollek                   | Jochen Dauer       |
| 1988 | Jean-Louis Schlesser | Bob Wollek                   | Hans-Joachim Stuck |
| 1989 | Bob Wollek           | Louis Krages („John Winter“) | Walter Lechner     |

### Teamwertung
| Jahr | Sieger                       | Zweiter                | Dritter                      |
| ---- | ---------------------------- | ---------------------- | ---------------------------- |
| 1986 | Blaupunkt-Joest Racing       | Porsche AG             | Silk Cut Jaguar              |
| 1987 | Porsche AG                   | Blaupunkt-Joest Racing | Brun Motorsport              |
| 1988 | Blaupunkt-Joest Racing       | Team Sauber Mercedes   | Jägermeister-Brun-Motorsport |
| 1989 | Blaupunkt-Sachs-Joest Racing | Dauer Racing           | Jägermeister-Brun-Motorsport |